# Brandford Daniel Adu
Pour les articles homonymes, voir Adu.
Brandford Kwame Daniel Adu est né le 2 juin 1942, est un homme d'affaires, homme politique et député ghanéen des troisième et quatrième parlements de la quatrième République du Ghana, représentant la circonscription d'Okere (circonscription parlementaire du Ghana) (en) dans la région orientale du Ghana .

## Jeunesse et éducation
Adu est né le 2 juin 1942. Il a fréquenté l'Institut ghanéen de gestion et d'administration publique, GIMPA et a obtenu son diplôme en technologie de la peinture .

## Politique
Adu est membre du Nouveau Parti Patriotique. Il a été député lors des 3e et 4e législatures de la 4e République du Ghana pour la circonscription d'Okere, dans la région Est du pays. Il a succédé à Fuzzy Dapaah Torbay, principal parti d'opposition, le Congrès National Démocratique, après la dissolution de la 2e législature de la 4e République du Ghana(Liste des députés élus lors des élections parlementaires ghanéennes de 2000 (en)) . Il a cependant été évincé après son second mandat de député de la même circonscription par un autre représentant du Nouveau Parti Patriotique, Daniel Botwe ,.

### Élections de 2000
Adu a été élu député de la circonscription d'Okere aux Élections générales ghanéennes de 2000 (en) . Il a été élu sur la liste du Nouveau Parti patriotique . Sa circonscription faisait partie des 18 sièges parlementaires sur 26 sièges remportés par le Nouveau Parti patriotique lors de cette élection pour la région de l'Est . Le Nouveau Parti patriotique a remporté une majorité totale de 100 sièges parlementaires sur 200 sièges au 3e parlement de la 4e république du Ghana. Il a été élu avec 7 322 voix, soit 47,30 % . Il a été élu sur Fuzzy Dapaah Torbay du Congrès national démocratique, Seth Otibu Mpare du Parti de la Convention populaire, David Opare du Parti de la réforme nationale (Ghana) (en) et Simson Samuel Duodu de la Convention nationale du peuple (Ghana) (en) . Ils ont obtenu respectivement 7 313, 508, 264 et 77 voix sur le total des votes valides exprimés . Ceux-ci équivalaient respectivement à 47,20 %, 3,30 %, 1,70 % et 0,50 % du total des votes valides exprimés .

### élections de 2004
Adu a été élu au Parlement sous la bannière du Nouveau Parti Patriotique lors des élections générales ghanéennes de décembre 2004 pour la circonscription d'Okere, dans la région Est du Ghana. Il a obtenu 10 902 voix sur les 18 412 suffrages exprimés, soit 59,20 % . Il a devancé Gloria Adu Nartey du Congrès national démocratique et Akoto Kwasi du Parti de la Convention populaire .
Ils ont obtenu respectivement 6 867 voix et 643 voix du total des suffrages valables exprimés. Cela équivaut respectivement à 37,3 % et 3,5 % du total des suffrages valables exprimés . Sa circonscription faisait partie des 22 circonscriptions remportées par le Nouveau Parti patriotique dans la région de l'Est lors de ces élections .
Au total, le Nouveau Parti Patriotique a remporté un total de 128 sièges parlementaires au cours du 4e parlement de la 4e république du Ghana .

## Vie personnelle
Adu est chrétien[citation nécessaire].